# Sensei's Library
 (novembre 2023).
Sensei's Library (souvent abrégé en SL parmi les joueurs de go) est un wiki (un site web interactif) consacré à des articles et à des discussions concernant le jeu de go. Il est créé en septembre 2000, par Morten Pahle et Arno Hollosi[source insuffisante] ; Hollosi est aussi connu comme designer de la version 4 du format  SGF de notation des parties de go et pour son travail sur les cartes  d'identité autrichiennes[source insuffisante],. Il en existe une version francophone, portant le nom de Encygopédie[source insuffisante].
Sensei's Library contient plus de 20 000 pages[source insuffisante] sur toutes sortes de sujets, tels que la  culture et l'histoire du go, la théorie et la pratique du jeu, ou encore l'organisation de rencontres et de tournois. Très favorablement perçu par la communauté des joueurs,,, il est décrit comme « la plus vaste ressource sur le go existant sur Internet, contenant par exemple la meilleure étude des fins de parties publiée où que ce soit ». Parmi ses contributeurs se trouvent des auteurs connus d'ouvrages sur le go, tels que Charles Matthews et John Fairbairn,[source insuffisante].